# 中国文昌航天发射场
中国文昌航天发射场，又称文昌航天城，位于中国海南省文昌市龙楼镇以南、中南水库以东，由中国文昌卫星发射中心运营，隶属中国西昌卫星发射中心，是西昌卫星发射中心下辖的两个发射场之一。
该航天发射场于2009年9月14日开工建设，2014年10月中旬建成，是中國最先進的火箭發射設施。更由于此臨海地点的位置，帶來了很多以往內陸發射場所不具備的優勢，海南的纬度较低（约北纬19度），离赤道较近，地球自转造成的离心力可以让火箭在燃料不变的情况下携带更大的载荷，同时由于其建设在海岸而非中国其他发射场所处的内陆地区，燃尽的芯级、助推器的落区，以及未來的回收區，得以设置于太平洋，可最大保障任务的安全性。鄰近海洋也意味著大型部件的交通將變得可行，載荷的組裝和運輸不再受鐵路限制，對於火箭訂單有著很大幫助，同時作為傳統旅遊景點的地位，則海南島有助於開放民眾觀光與推廣下一代的天文教育，隨著中國在世界科研影響力的不斷提升，以太空探索為主要發射任務，這正好與其名文昌相呼應。
文昌航天发射场为中国首座滨海发射场，也是世界现有的少数低纬度航天发射场之一
。发射场的条件優勢將使其成為主要火箭發射場，可供长征五号系列火箭与长征七号系列运载火箭进行发射，具体承担地球同步轨道卫星、大质量极轨卫星、大吨位空间站和深空探测卫星等航天器的发射任务，近期较为知名的发射任务为中国行星探测工程的天问一号、中国探月工程的嫦娥六号以及天宫空间站的各个舱段。
文昌航天发射场附近建有海南商业航天发射场，但后者隶属于海南国际商业航天发射有限公司，与文昌航天发射场分属不同的管理机构，并非其一部分。

## 沿革

### 规划
早在1975年，中华人民共和国航天工业部领导首先提出中国建设同步轨道发射中心的设想，最佳位置就在海南岛。但鑒于当时冷战的国际形勢，沿海地区很容易被敵军占领，而且保密性低，与当时的三綫建設战略相悖，最终改在先前为714工程建设的较为安全的中国西昌卫星发射中心。1989年，日本科技厅率财团考察访问海南，日本专家提出投资400亿美元在海南建设亚洲第一大航天港，中方接待人员何质彬乃向国防科工委和航天工业部提议建设海南航天港，但未获通过。1990年，中国准备建设载人航天发射中心，何质彬代表海南省提出申请，但经过专家论证而被否定，落戶中国酒泉卫星发射中心。
建设海南航天发射基地项目从冷战結束後的1994年后开始酝酿和论证。1994年，已任海南省科技厅副厅长的何质彬见中国运载火箭的运载能力低于同期国际水平，这意味着需新修一个火箭发射场，乃邀请航天专家对在海南省建设大型运载火箭发射中心进行论证。最初论证时，曾有海南三亚方案、文昌方案、广东阳江方案等3个方案。其他選址包括文昌昌灑鎮銅鼓嶺、文昌龙楼镇、萬寧、琼海等。最终選址文昌市龙楼镇。最初推动此事的主要是海南省及中华人民共和国航天工业部，航天工业部想将这里作为独立于国防科工委系统之外、隶属航天工业部门的商业航天发射场，但国防科工委担心这将使其管辖的西昌卫星发射基地衰落。后来三方面经过协调后同意将来该航天发射场和西昌卫星发射基地隶属于一个单位，统一管理，仍归国防科工委系统。1998年国防科工委改组成立中国人民解放军总装备部。
2001年2月6日，在中国工程院主办、中国空间技术研究院承办的“中国空间技术成就与展望”论坛上，中国运载火箭技术研究院科技委员会主任、长征三号系列火箭总指挥龙乐豪建议在海南省建设新的发射场，用于新型运载火箭的发射。他认为海南火箭发射场一是临海，火箭的落点位置易于选择，火箭飞行航区的安全性问题可以彻底解决，二是便于国际交往与合作，有利于发射服务商业化运作模式的建立和发展。三是可以通过海洋运输解决大直径火箭内陆鐵路運輸的难题。
2006年，卫星发射基地项目已由中国人民解放军总装备部向国务院和中央军委申请立项，海南省同时推进各项配套基础设施规划。

### 建设
2007年8月，国务院、中央军委批准在海南省文昌市建设新一代运载火箭发射场，由西昌卫星发射中心负责建设、管理、使用。2009年9月14日，海南航天发射场“078工程”正式开工建设。由北京特种工程设计研究院负责总体工程设计、北京某特种工程技术安装总队与9家国家特级企业具体承建，海南省地方政府负责配套建设港口码头、市政道路、供水供电等基础设施。2010年，垂直总装测试厂房正式开工建设，标志着建设全面开工；2012年，同步启动各系统设备设施建设。
与中国在冷战时期建设的三个卫星发射中心长期处于保密状态不同，这次规划与建设从开始起就相对透明，文昌当地政府与企业也以此作为宣传热点，以促进旅游和商业开發。。
2023年起，文昌航天发射场开始在既有长征七号垂直总装厂房东侧新建一座新的垂直总装厂房。
2023年起，作为中国载人月球探测工程的一部分，文昌航天发射场开始建设长征十号系列运载火箭垂直总装厂房及发射工位。

### 运行
2011年10月，西昌卫星发射中心的队伍进驻海南发射场。2014年9月10日，中国载人航天工程办公室副主任杨利伟表示，海南发射场已基本完工，已具備發射航天器的條件。2014年10月中旬基本竣工。2014年11月基本建成。
2016年3月，海南发射场对外开放旅游试营业。游客可近距离观看指挥中心、火箭垂直总装测试厂房、发射塔等建筑。2016年6月23日，西昌卫星发射中心副主任易自谦表示，海南发射场专门建有参观通道，面向公众开放参观，这将带动当地旅游经济。
2016年6月25日，中國航天科技集團研製的長征七號運載火箭首飛發射升空，这是海南文昌航天发射场的首次发射任务，標誌着海南文昌航天發射場正式啟用。
该发射场起初拟名为“海南航天发射中心”、“海南航天发射场”等等，后来又拟名“文昌航天发射中心”、“文昌航天发射场”。长征七号遥一发射时，发射场暫定的名称为“海南文昌航天发射场”。
在2016年11月3日新一代大推力运载火箭长征五号发射前夕，发射场正式定名为“中国文昌航天发射场”。

## 条件与设施

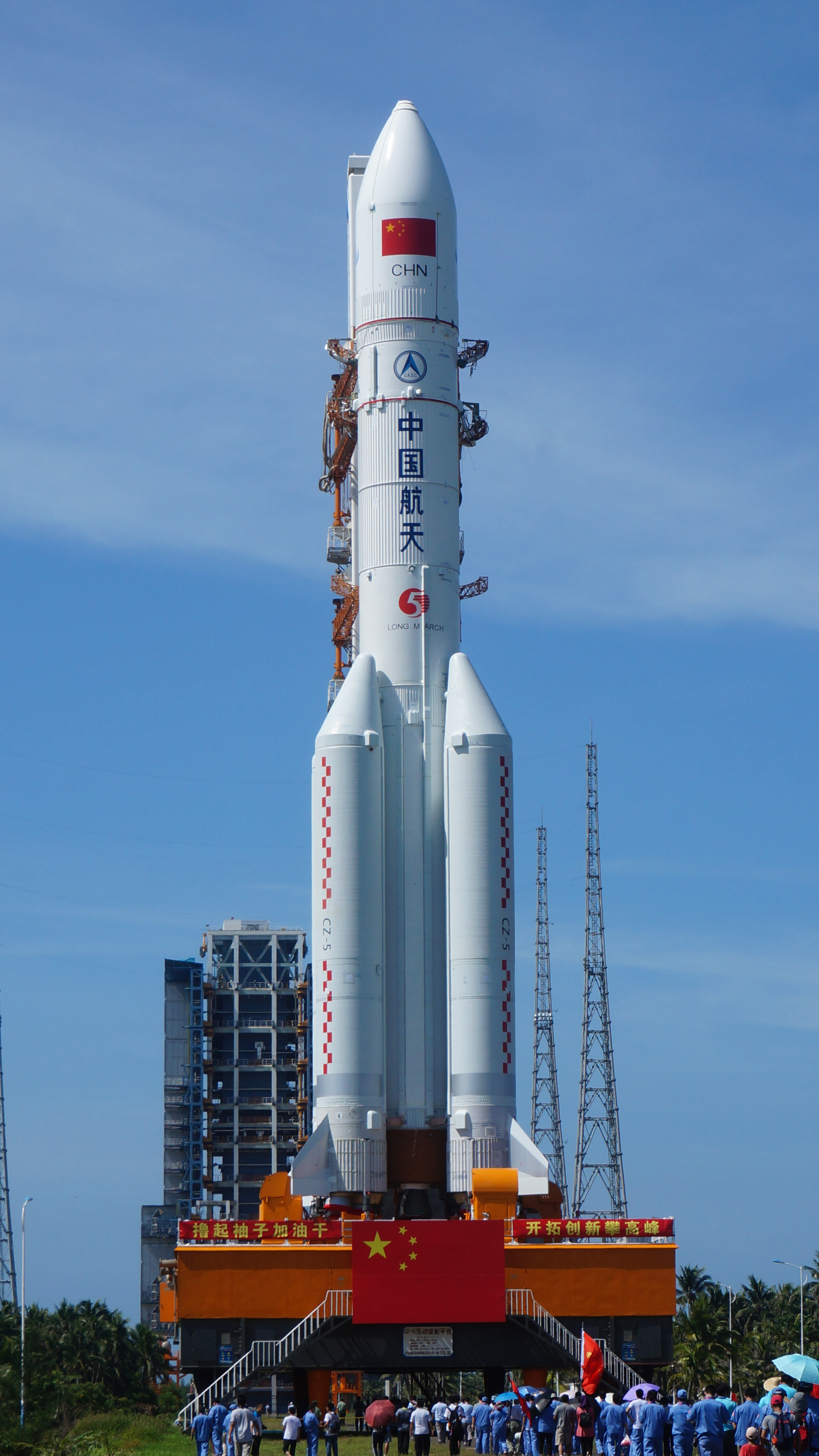
在文昌航天发射场转运中的长征五号

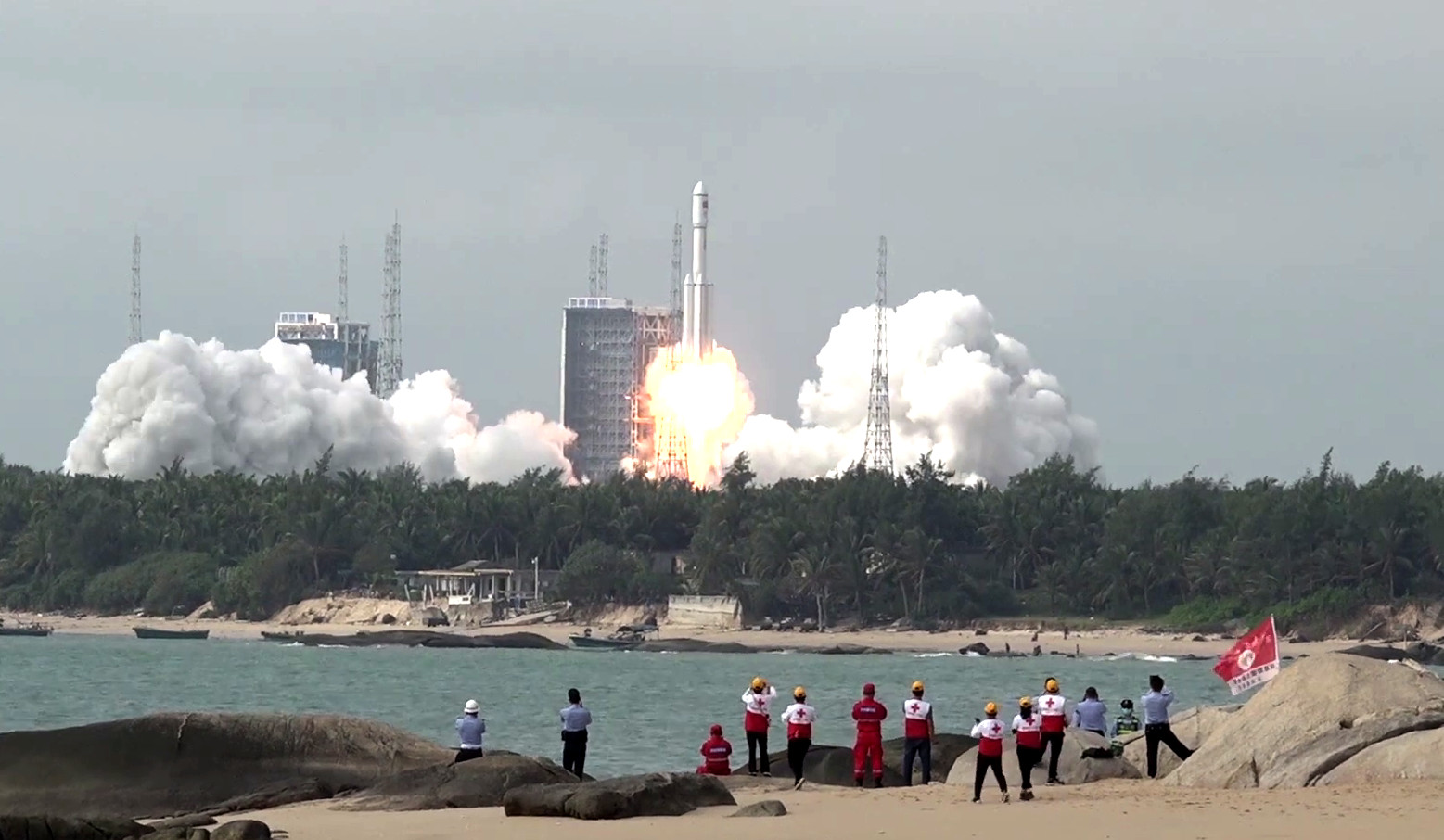
长征七号自文昌航天发射场发射的场面

### 地理優越
海南岛是中国陆地纬度最低、距离赤道最近的地区。发射场距离赤道越近、纬度越低，发射卫星时就可以尽可能利用地球自转的离心力，因此所需要的能耗较低，使用同样燃料可以达到的速度也更快。据称，在海南发射地球同步卫星比在西昌发射火箭的运载能力可提高10%至15%，卫星寿命可延长2年以上。在海南发射的另一个优点是射向宽，满足90度至175度射向范围要求。另外，从海南岛发射的火箭，其发射方向1000公里范围内是茫茫大海，因此坠落的火箭残骸不易造成意外，从而最大限度地降低了火箭航区和火箭残骸落区的安全隐患。而且该发射场的可发展空间大、运行费低、限制因素少，有利于可持续发展并开展对外合作。
不过，由于所在的位置属于热带季风气候，发射场也面临着“高温、高湿、高盐雾”“强降水、强雷电、强台风”等“三高三强”的气候特点，偶爾给发射任务带来挑战。2024年9月6日，超强台风“摩羯”在海南文昌登陆，对发射场有关厂房设备、建设现场和生活设施造成了一定程度的破坏，致使天舟八号任务推迟，但依然实现发射圆满成功。

### 水運港優勢
发射基地选在海南的同时，新一代运载火箭的生产制造基地天津长征火箭制造有限公司则选择在天津市滨海新区的开发区西区。生产制造基地和发射基地均选择在海边，使得体量较大的新一代运载火箭火箭可以通过水路运输，不受铁路建筑限界的限制（此前长征系列运载火箭由于受到铁路运输的限制，其组件的最大直径只能限制在3.35米以内）。

### 发射场测控站
该航天发射场主要位于海南省文昌市龙楼镇，占地16000余亩，由测试发射、测量控制、通信、气象、技术勤务保障等五大系统组成，建有长征五号、长征七号两型运载火箭发射工位、垂直总装测试厂房、水平转载测试厂房、航天器总装测试厂房、航天器加注扣罩厂房、指挥控制中心等，主要承担地球同步轨道卫星、大质量极轨卫星、货运飞船、大吨位空间站、深空探测器等的发射任务。发射场区地理位置在北纬19度左右。测控站设在文昌市龙楼镇铜鼓岭，为西昌卫星发射中心下属测控站。

### 文昌航天城

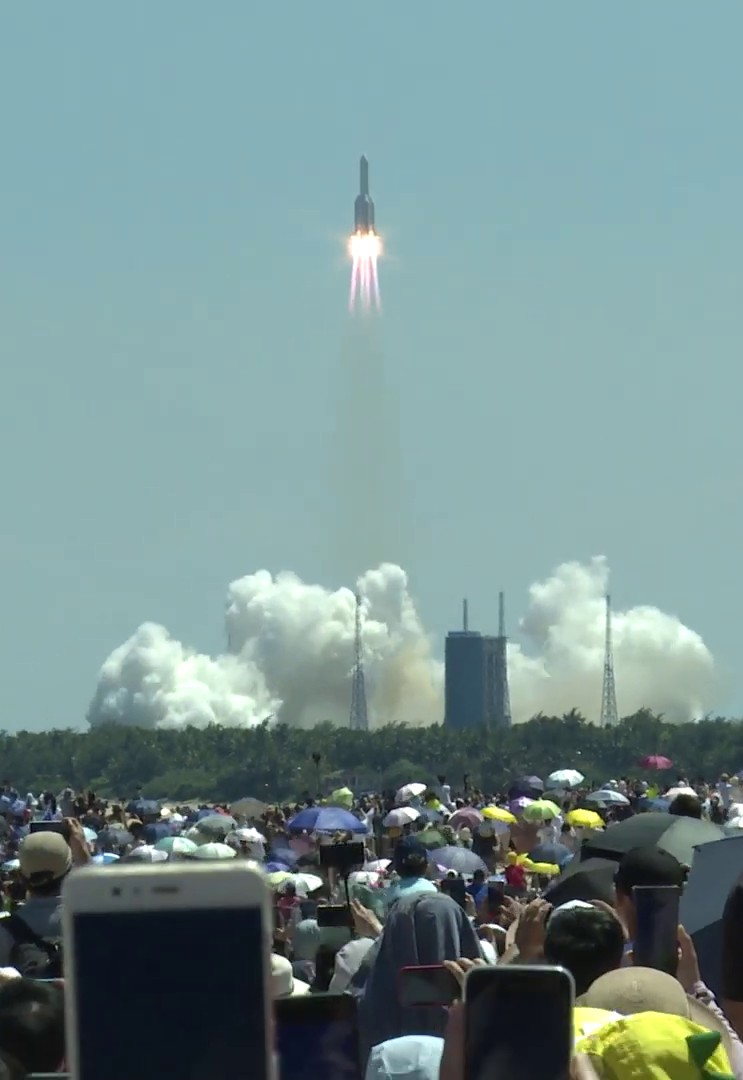
群众在文昌航天发射场附近的海滩上观看问天实验舱发射，火箭发射已成为文昌旅游的一大看点。

航天发射场配套区位于文昌市东郊镇东北滨海地区，北起航天发射场控制区，海岸线约长4100米，占地面积7336亩。该项目建设用地面积6046亩，规划由主题公园区、中心湖区（商业休闲功能）、生态椰林区（度假居住功能）组成。文昌出产海南四大名菜之一的文昌鸡，本身旅游资源丰富，结合航天因素，旅游业可望获得更多发展。2010年，该项目被增补列入海南省“十一五”规划。

### 垂直总装测试厂房及水平转载测试厂房
垂直总装测试厂房為文昌航天發射場最高的建築，長征五號总装测试厂房高99.4公尺，為地上14層，地下1層之建築，為亞洲單層最高廠房，而長征七號总装测试厂房位于前者东侧，高96.6公尺，兩座垂直总装测试厂房間由水平转载测试厂房連接。長征八號与長征七號使用同一座总装测试厂房。垂直总装测试厂房大門由左右各5扇對開的钢桁架铁门組成，大門總重784公噸，高81公尺。廠房內吊車高度為81.5公尺，起吊能力為32噸。
2023年，長征七號总装测试厂房东侧开始修建一座新的总装测试厂房和配套的铁轨，具体使用的火箭型号尚不明确。
2023年，长征五号总装测试厂房西侧开始修建2座新的总装测试厂房和配套的铁轨，用于长征十号系列运载火箭。

### 活动发射平台
垂直總裝測試廠房至發射工位通过轨距为20米（20,000 mm）的铁轨相连，由运行在铁轨上的两座活动发射平台负责将火箭垂直转运，每座活动发射平台總重達1800噸，活动发射平台直线段速度为30 m/min（1.8 km/h），弯道段为15 m/min（0.90 km/h），除运输外，平台还为“新三垂模式”提供支持。其中長征五號总装测试厂房至一号发射工位路线全程为直线，长2800米，全程需约2.5小时；長征七號总装测试厂房至二号发射工位路线首末两端各有2个弯道，中段为长征五号转运轨道的部分区间，长2700米，全程需约3小时。

### 发射工位
现有的两座發射工位距垂直总装测试厂房約2.8公里，其中一号发射工位（编号：101）發射塔架高91.7公尺，可用于发射长征五号系列火箭；二号发射工位（编号：201）發射塔架高85.8公尺，可用于发射长征七号系列火箭、长征八号系列火箭。兩座發射塔周圍均設有4座高120公尺的避雷塔，兩發射塔距離630公尺。發射塔的大流量喷水降温降噪系统於火箭發射時，能於20秒內灌注400噸水供降溫。
2022年，根据西昌卫星发射中心计划处消息，自文昌航天发射场运营以来，发射场配套系统先后攻克低温推进剂大流量加注、煤油液氮降温、网络信息系统国产自主可控等关键技术，解决了大中型低温液体火箭并行测试发射、单工位适应多型火箭发射、设备设施适应高温、高湿、高盐雾和强降雨等技术问题。
2023年，中国文昌航天发射场开始建设长征十号系列运载火箭配套发射工位，该工位位于一号发射工位西南方。预计该工位将被用于中国载人月球探测工程发射任务和天宫空间站载人发射任务。未来还可能建设长征九号运载火箭发射工位。

### 新三垂模式
和此前唯一采用“三垂模式”（垂直总装、垂直测试、垂直转场）的酒泉卫星发射中心相比，文昌航天发射场采用了“新三垂模式”，将前端测发控设备由原先分别安装在测试厂房和发射工位的两套设备，整合为安装在活动发射平台内的同一套设备，外加气、液路通过活动发射平台上的脐带塔和摆杆与火箭连接，仅一次对接就可完成箭地连接工作，保证火箭在垂直转场过程中保持箭地之间气、液、电连接状态不变。相比采用“旧三垂模式”的火箭，长征七号在发射区的射前准备时间缩短了3天，甚至有缩短到1天半的潜力。

## 发射记录
关于文昌航天发射场全部发射记录，请见文昌航天发射场发射任务列表，此处列出部分重要发射记录。

### 天宫空间站舱段发射任务
| 序号 | 运载器       | 载荷       | 发射时间 (UTC+8)        | 发射台           | 目标轨道     | 发射状态 | 任务备注 |
| ---- | ------------ | ---------- | ----------------------- | ---------------- | ------------ | -------- | --- |
| 12   | 长征五号B Y2 | 天和核心舱 | 2021年4月29日 11时23分  | 101 一号发射工位 | 近地轨道 LEO | 成功     | 天宫空间站无人发射任务 天和核心舱为中国的天宫空间站核心舱，将与问天实验舱以及梦天实验舱对接，组建成大型的空间站。2021年4月29日中午11時23分，天和核心艙於文昌航天發射場發射升空，並在數分鐘後成功入軌。                                 |
| 18   | 长征五号B Y3 | 问天实验舱 | 2022年7月24日 14时22分  | 101 一号发射工位 | 近地轨道 LEO | 成功     | 天宫空间站无人发射任务 天宫空间站实验舱I，又称"问天"实验舱，是中国天宫空间站的组成部分之一，也是该型空间站基本构型中两个大型在轨实验舱段中的第一个。该舱为控制与实验应用舱，主要用于研究，舱外将设置一架小型多功能机械臂和备份气闸舱。 |
| 20   | 长征五号B Y4 | 梦天实验舱 | 2022年10月31日 15时37分 | 101 一号发射工位 | 近地轨道 LEO | 成功     | 天宫空间站无人发射任务 天宫空间站实验舱II，又称 “梦天”实验舱，是中国天宫空间站的组成部分之一，也是该型空间站基本构型中两个大型在轨实验舱段中的第二个。该舱为专业与储存应用舱，其后端置有实验载荷气闸舱，可将大型载荷投放至真空。       |

### 中国探月工程
| 序号 | 运载器      | 载荷                       | 发射时间 (UTC+8)        | 发射台           | 目标轨道         | 发射状态 | 任务备注 |
| ---- | ----------- | -------------------------- | ----------------------- | ---------------- | ---------------- | -------- | --- |
| 9    | 长征五号 Y5 | 嫦娥五号探测器             | 2020年11月24日 04时30分 | 101 一号发射工位 | 地月转移轨道 TLI | 成功     | 中国探月工程 在月球表面自动采样并获取两公斤月岩样本，随后从月面起飞至月球轨道上进行无人交会对接；最终携带样本返回地球。 |
| 28   | 长征八号 Y3 | 鹊桥二号 天都一号 天都二号 | 2024年3月20日 08时31分  | 201 二号发射工位 | 地月转移轨道 TLI | 成功     | 中国探月工程 |
| 29   | 长征五号 Y8 | 嫦娥六号探测器             | 2024年5月3日 17时27分   | 101 一号发射工位 | 地月转移轨道 TLI | 成功     | 中国探月工程 |

### 中国行星探测工程
| 序号 | 运载器      | 载荷           | 发射时间 (UTC+8)       | 发射台           | 目标轨道         | 发射状态 | 任务备注 |
| ---- | ----------- | -------------- | ---------------------- | ---------------- | ---------------- | -------- | --- |
| 8    | 长征五号 Y4 | 天问一号探测器 | 2020年7月23日 12时41分 | 101 一号发射工位 | 地火转移轨道 TMI | 成功     | 中国行星探测工程 天问一号探测器由长征五号遥四运载火箭从海南文昌航天发射场发射升空，成功送入预定轨道。探测器在地火转移轨道飞行约7个月后到达火星附近，2021年2月10日完成火星捕获后进入环火轨道。2021年5月15日北京时间上午7时18分，天问一号所携带的探测车祝融号在火星乌托邦平原南部预选着陆区着陆。 |

### 国网星座
| 序号 | 运载器                     | 载荷                           | 发射时间 (UTC+8)        | 发射台           | 目标轨道       | 发射状态 | 任务备注 |
| ---- | -------------------------- | ------------------------------ | ----------------------- | ---------------- | -------------- | -------- | -------- |
| 33   | 长征五号B Y6 / 远征二号 Y2 | 卫星互联网低轨01组卫星（10颗） | 2024年12月16日 18时00分 | 101 一号发射工位 | 极地轨道 POLAR | 成功     | 国网星座 |
| 34   | 长征八号甲 Y1              | 卫星互联网低轨02组卫星（9颗）  | 2025年2月11日 17时30分  | 201 二号发射工位 | 近地轨道 LEO   | 成功     | 国网星座 |
| 36   | 长征五号B Y7 / 远征二号 Y3 | 卫星互联网低轨03组卫星（10颗） | 2025年4月29日 04时10分  | 101 一号发射工位 | 极地轨道 POLAR | 成功     | 国网星座 |